# 세스투
세스투는 이탈리아 사르데냐 주에 있는 칼리아리 광역시의 코무네이다. 칼리아리에서 북쪽으로 약 10 킬로미터 (6 mi) 떨어져 있다. 2025년 기준 인구는 20,747명이다.

## 인구 통계
| 연도 | 인구  | ±%     |
| ---- | ----- | ------ |
| 1861 | 1,680 | —      |
| 1871 | 1,573 | −6.4%  |
| 1881 | 1,756 | +11.6% |
| 1901 | 2,289 | +30.4% |
| 1911 | 2,752 | +20.2% |
| 1921 | 3,227 | +17.3% |
| 1931 | 3,771 | +16.9% |
| 1936 | 4,392 | +16.5% |

| 연도 | 인구   | ±%     |
| ---- | ------ | ------ |
| 1951 | 5,640  | +28.4% |
| 1961 | 6,739  | +19.5% |
| 1971 | 8,730  | +29.5% |
| 1981 | 10,561 | +21.0% |
| 1991 | 12,182 | +15.3% |
| 2001 | 15,233 | +25.0% |
| 2011 | 19,893 | +30.6% |
| 2021 | 20,800 | +4.6%  |

## 고고학
2025년, 세스투에서 건설 공사 중 기원전 4세기에서 3세기의 포에니 네크로폴리스가 발굴되었다. 발굴을 통해 인간 유해가 담긴 암포라 6개와 도자기가 발견되었는데, 이는 흔한 포에니 매장 방식이었다.